# Masaaki Furukawa
Masaaki Furukawa (古川 昌明 Furukawa Masaaki?,  nacido el 28 de agosto de 1968 en Chiba) es un exfutbolista japonés. Jugaba de guardameta y su último club fue el Kashima Antlers de Japón.

## Trayectoria

### Clubes
| Club                  | País  | Año         |
| --------------------- | ----- | ----------- |
| Honda                 | Japón | 1989 - 1990 |
| Honda Luminozo Sayama | Japón | 1990 - 1991 |
| Kashima Antlers       | Japón | 1992 - 2000 |
| Avispa Fukuoka        | Japón | 1998        |

## Palmarés

### Títulos nacionales
| Título             | Club            | País  | Año  |
| ------------------ | --------------- | ----- | ---- |
| J1 League          | Kashima Antlers | Japón | 1996 |
| Copa J. League     | Kashima Antlers | Japón | 1997 |
| Copa del Emperador | Kashima Antlers | Japón | 1997 |
| J1 League          | Kashima Antlers | Japón | 1998 |
| Copa J. League     | Kashima Antlers | Japón | 2000 |
| J1 League          | Kashima Antlers | Japón | 2000 |
| Copa del Emperador | Kashima Antlers | Japón | 2000 |